# Luanda (provins)
Luanda er en provins i Angola. Den har et areal på 18.826 km2
og et befolkningstal på 6.542.944 (2014) indbyggere. Luanda er hovedstaden i provinsen og landet.

## Eksterne links
- angola.org.uk Arkiveret 2. august 2008 hos  Wayback Machine
- Den amerikanske styremagts statistik fra 1988

8°58′59″S 13°16′59″Ø / 8.983°S 13.283°Ø